# RKB朝いちラジオ
RKB朝いちラジオ（アールケービーあさいちラジオ）2006年4月から2016年3月までRKB毎日放送（RKBラジオ）で放送されていた平日早朝の情報番組である。

## 番組概要
- 全国的には希少になりつつある早朝枠の自社制作である。2部構成となっているのは前身番組「早起きバンザイ!!」からの名残りである。
  - 第1部ではパーソナリティにその日起こったことを取り上げトークをしたり、週末のエリア内の情報も紹介したりする。第2部ではその日ば誕生日の著名人を紹介したり、リスナーにとっての記念日をお祝いしたりする。かかる曲は早朝の番組のため懐メロ系が多い。

## 放送時間
- 第1部 月曜日～金曜日 5:00～5:20（JST）
- 第2部 月曜日～金曜日 6:32～6:45（JST）
  - 5:20 - 5:30は宗教番組『心のいこい』・『心のともしび』、5:30 - 6:30はTBSラジオ制作『生島ヒロシのおはよう一直線』を放送。

### 過去の放送時間
- 土曜日：5:00 - 5:50(JST)（ - 2006年9月）
  - その後「安藤豊とれたて土曜クラブ」「朝いちラジオ・土曜版」を経て、「ゆき☆ウキウキ!」として放送。

## パーソナリティ
- 富永倫子

### 過去のパーソナリティ
- 中嶋順子